# Ибањаса (Ботошани)
Ибањаса (рум. Ibăneasa) насеље је у Румунији у округу Ботошани у општини Штиубиени. Oпштина се налази на надморској висини од 135 m.

## Становништво
Према подацима из 2002. године у насељу је живело 60 становника, од којих су сви румунске националности.